# میشل آر. سالزمن
میشل آر. سالزمن (انگلیسی: Michele R. Salzman؛ زادهٔ ۲ اوت ۱۹۵۲) مورخ ، استاد ممتاز در دانشگاه کالیفرنیا، ریورساید در زمینه دوران باستان متأخر است.